# Olivier Brazao
Olivier Brazao, né le 23 mai 1971 à Lyon, est un scénariste et un dessinateur de bande dessinée français.

## Biographie
Olivier Brazao est diplômé de l'école Émile-Cohl. Pendant plusieurs années, il se consacre principalement à l'illustration d'ouvrages pour la jeunesse. C'est par son épouse Béatrice Tillier qu'il vient à la bande dessinée, publiant avec Thomas Mosdi la série Sheewõwkees (Delcourt), publiée entre 2003 et 2009 en trois volumes. L'accueil sur BD Gest est froid, mais plus positif sur Planète BD,. Toujours avec Mosdi, il publie en 2016 L'elixir du temps, à la recherche de la bière précieuse (Éditions du Signe). 
Brazao participe en outre à de nombreux ouvrages collectifs, comme Paroles de Poilus en 2012, qui fait l'objet d'une exposition.
Installé dans le Pas-de-Calais, il intervient en milieu scolaire pour des ateliers pédagogiques,. 
Son style le rattache au dessin réaliste ainsi qu'au gros nez.

## Œuvre

### Albums

#### Comme scénariste
- Les chansons en imaches de Raoul de Godewarsvelde, scénario d'Olivier Brazao et Xavier Bétaucourt, dessins collectifs, Imbroglio, 2006

#### Comme dessinateur
- Sheewōwkees, scénario de Thomas Mosdi, Delcourt, Terres de Légendes

1. L'année des treize lunes, 2003
2. Les Worgs, 2004
3. Le Grand Secret, 2009

- L'elixir du temps, à la recherche de la bière précieuse, scénario de Thomas Mosdi, Éditions du Signe, 2016.

Depuis 2019, il dessine l'adaptation d'un roman policier pour les éditions Glénat.